# Cryptus mongolicus
Cryptus mongolicus är en stekelart som beskrevs av Tohru Uchida 1940. Cryptus mongolicus ingår i släktet Cryptus och familjen brokparasitsteklar. Inga underarter finns listade i Catalogue of Life.